# Pilea dauciodora
Pilea dauciodora är en nässelväxtart som först beskrevs av Hipólito Ruiz López och Pav., och fick sitt nu gällande namn av Hugh Algernon Weddell. Pilea dauciodora ingår i släktet pileor, och familjen nässelväxter. Inga underarter finns listade i Catalogue of Life.